# Ooststellingwerf
Ooststellingwerf este o comună în provincia Frizia, Țările de Jos. 

## Localități componente
Appelscha, Donkerbroek, Elsloo, Fochteloo, Haule, Haulerwijk, Langedijke, Makkinga, Nijeberkoop, Oldeberkoop, Oosterwolde, Ravenswoud, Waskemeer.